# German Michailowitsch Titow
German Michailowitsch Titow (russisch Герман Михайлович Титов; * 18. Oktober 1965 in Moskau, Russische SFSR) ist ein ehemaliger russischer Eishockeyspieler, der von 1993 bis 2002 für die Calgary Flames, die Pittsburgh Penguins, die Edmonton Oilers und die Mighty Ducks of Anaheim in der National Hockey League spielte. Von 2020 bis 2022 war er Assistenztrainer bei Awtomobilist Jekaterinburg.

## Karriere
Seine Seniorenkarriere begann Titow mit 17 Jahren 1982 bei Chimik Woskressensk. Dort spielte er, bis er 1992 nach Finnland zum TPS Turku wechselte. Dort wurden die Calgary Flames auf ihn aufmerksam. Sie holten ihn beim NHL Entry Draft 1993 als 252.
Inzwischen 28 Jahre alt, debütierte er in der NHL bei den Flames, bei denen er für fünf Jahre ein wertvoller Spieler war. Als diese auf der Suche nach einem neuen Torwart waren, gaben sie Titow zur Saison 1998/99 im Tausch für Ken Wregget an die Pittsburgh Penguins ab. Zu Ende der Saison 1999/2000 wechselte er kurz zu den Edmonton Oilers, wo er nur sieben Spiele bestritt. Seine letzte Station in der NHL waren die Mighty Ducks of Anaheim, bei denen er ebenfalls zwei Spielzeiten verbrachte.
Ab 2003 spielte er noch zwei Jahre wieder in der russischen Liga bei Chimik Woskressensk.
Ab Mai 2013 gehörte er dem Trainerstab von Metallurg Nowokusnezk an und wurde im Oktober des gleichen Jahres zum Cheftrainer befördert. 2015 verließ er den Klub und wurde Cheftrainer beim HK Spartak Moskau. Im Oktober 2016 wurde er nach 10 Niederlagen aus 17 Spielen zusammen mit Co-Trainer Wjatscheslaw Koslow entlassen.
Ab Dezember 2017 war Titow Cheftrainer beim HK Awangard Omsk, wo er Andrej Skabelka ersetzte. Nach der Saison 2017/18 wechselte er in gleicher Position zum HK Traktor Tscheljabinsk. Im Oktober 2018 gab er sein Amt aus persönlichen Gründen auf.